# Timea ornata
Timea ornata är en svampdjursart som beskrevs av Claude Lévi 1989. Timea ornata ingår i släktet Timea och familjen Timeidae.
Artens utbredningsområde är havet kring Filippinerna. Inga underarter finns listade i Catalogue of Life.